# Rafał Zakrzewski

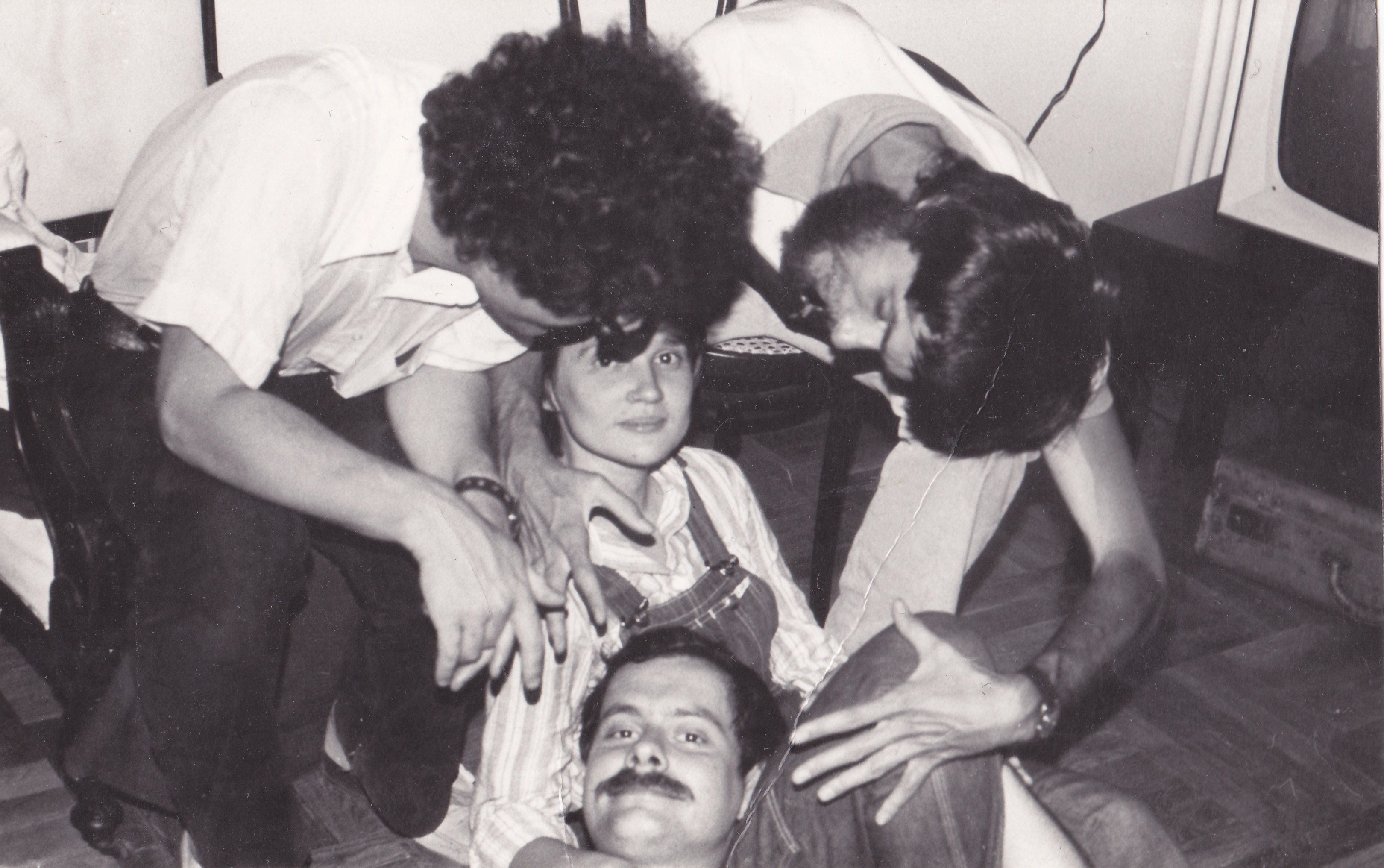
Rafał Zakrzewski (po prawej) w mieszkaniu Elżbiety Regulskiej w 1978; po lewej – Marek Beylin, na dole – Tomasz Chlebowski

Rafał Andrzej Zakrzewski (ur. 21 czerwca 1956 w Warszawie) – polski dziennikarz prasowy i publicysta, działacz opozycji w okresie PRL.

## Życiorys
W 1980 ukończył socjologię na Uniwersytecie Warszawskim. Brał udział w zakładaniu stołecznego Studenckiego Komitetu Solidarności w Warszawie, a także organizacją spotkań Towarzystwa Kursów Naukowych. Współpracował z Komitetem Obrony Robotników i innymi organizacjami, a także z Niezależną Oficyną Wydawniczą, zajmując się składaniem i dystrybucją pism drugiego obiegu.
W latach 80. był w zespole redakcyjnym opozycyjnego i następnie niejawnego kwartalnika "Krytyka". Pracował w tym czasie w Instytucie Badań Pedagogicznych (do 1982), później m.in. w Bibliotece Stowarzyszenia Architektów Polskich. Zajmował się jednocześnie kolportażem prasy podziemnej, współpracował z "Tygodnikiem Mazowsze". W 1989 został dyrektorem biura prasowego Obywatelskiego Klubu Parlamentarnego.
Od 1990 był redaktorem programu Obserwator w Telewizji Polskiej, później wydawał gazetę "Obserwator Codzienny". Od 1993 związany z "Gazetą Wyborczą". Był kierownikiem działu krajowego, następnie został kierownikiem działu opinii.
W 2011 odznaczony Krzyżem Kawalerskim Orderu Odrodzenia Polski. Wyróżniony także odznaką Zasłużony Działacz Kultury. Jest mężem Agnieszki Wolfram-Zakrzewskiej.